# Толстой, Александр Григорьевич
Александр Григорьевич Толстой (ум. до 1802 года) — первый Тобольский губернатор, действительный статский советник (2 сентября 1793).

## Происхождение
Александр Григорьевич принадлежал к XVII колену потомков Индриса, основателя дворянского рода Толстых.
Его отец — действительный статский советник (1755), полковник Григорий Александрович Толстой был с 1760 года вице-губернатором Белгородской губернии. Этот род внесён в III часть родословной книги Владимирской губернии.

## Биография
С 1776 года Толстой стал 1-м товарищем губернатора Астраханского наместничества, в 1777—1779 годах был там же 2-м товарищем губернатора.
С 1781 года являлся председателем гражданской палаты Нижегородского наместничества, с 1789 года — председателем казённой палаты Нижегородского наместничества (это соответствовало должности «поручика» правителя наместничества, то есть вице-губернатора).
В 1796 году переведён на аналогичную должность («поручика») в Тобольское наместничество. После образования Тобольской губернии назначен её первым губернатором. Однако вскоре вследствие конфликта с обер-комендантом Тобольска князем Иваном Ивановичем Мещерским вынужден был уйти в отставку, которая была утверждена 28 июля 1797 года без назначения пенсии.
29 июля 1798 года Толстому всё же назначена пенсия в виде половины оклада по должности губернатора.
Награждён орденом Св. Владимира 3-й степени (22 сентября 1789 года).